# Maglie
Maglie est une commune italienne de la province de Lecce dans la région des Pouilles. La ville est jumelée avec la commune française de Rumilly en (Rhône-Alpes).

## Géographie

### Hameaux
Morigino

### Communes limitrophes
Bagnolo del Salento, Corigliano d'Otranto, Cursi, Cutrofiano, Melpignano, Muro Leccese, Palmariggi, Scorrano

## Économie
- Carrières de Maglie (pierre de Lecce (it)).
- Artisanat et tourisme.

## Culture

### Monuments
- Château de Maglie (it), ancienne forteresse démolie au XVIIIe siècle.
- Cathédrale de Maglie (it)

### Personnalités
- C'est la ville d'origine d'Aldo Moro (1916-1978), président du conseil des ministres italien dans les années 1970, enlevé et assassiné par les Brigades rouges.

## Administration
| Période                                  | Période  | Identité     | Étiquette | Qualité |
| ---------------------------------------- | -------- | ------------ | --------- | ------- |
| Les données manquantes sont à compléter. |          |              |           |         |
| 2015                                     | En cours | Ernesto Toma |           |         |